# Kizimkazimoskén

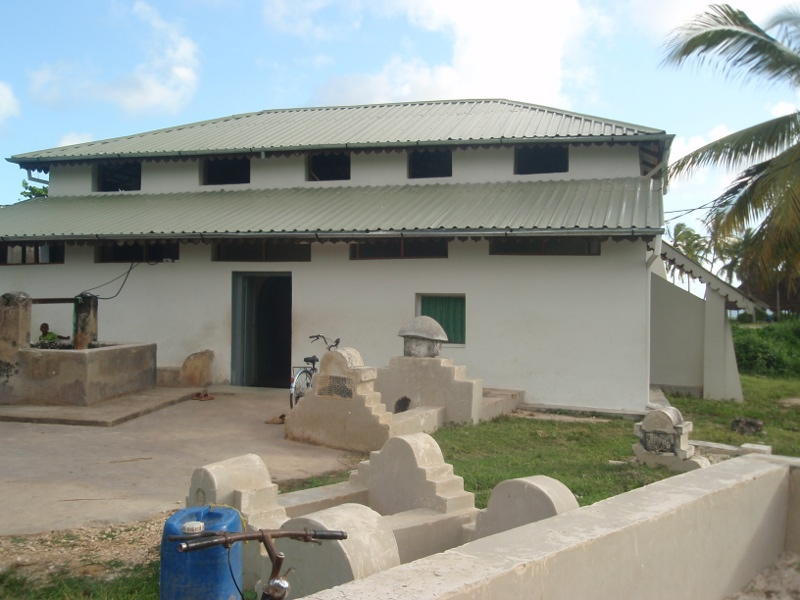
Kizmkazimoskén utifrån

Kizimkazimoskén är en moské på Zanzibars sydkust, och en av den östafrikanska kustens äldsta muslimska byggnader. Trots namnet ligger moskén i Dimbani och inte Kizimkazi, som ligger tre engelska mil iväg. Detta på grund av att de två städernas officiella namn är Kizimkazi Dimbani och Kizimkazi Mtendeni. 
Enligt en bevarad kufisk inskription byggdes den 1107 av nybyggare från Shiraz. Även om inskriptionen och vissa korallkarvade dekorationer kommer från tiden härrör det mesta av den nuvarande byggnaden från en ombyggnation under 1700-talet.

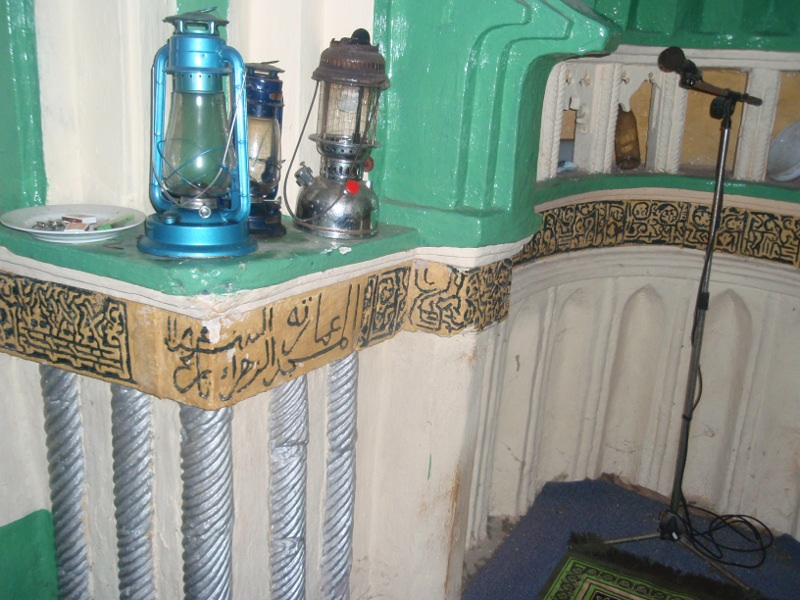
Gamla delar.

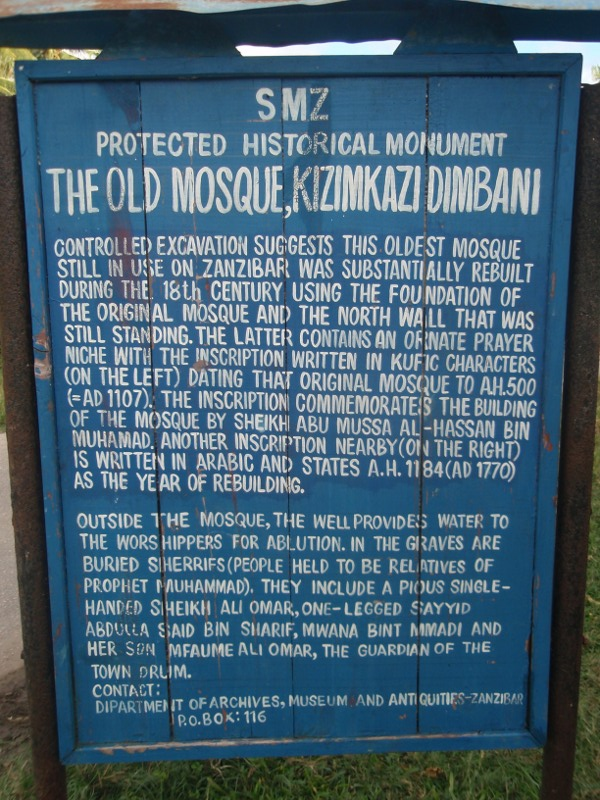